# Lijst van gouverneurs van Uppsala län
Dit is een lijst van gouverneurs van de provincie Uppsala län in Zweden. Uppsala län is een län, een provincie in het oosten van Zweden en ligt aan de Botnische Golf. Het län werd voor het eerst in 1641 van Upplands län afgescheiden en dat gebeurde definitief in 1714. Het Zweeds voor gouverneur is landshövding.

## Eerste periode
- Göran Gyllenstierna 1640–1646
- Bengt Skytte 1646–1649
- Svante Larsson Sparre 1649–1652
- Svante Svantesson Banér 1652–1654

## Tweede periode
- Pehr Lennartsson Ribbing 1714–1719
- Fredrik Magnus Cronberg 1719–1728
- Johan Brauner 1729–1743
- Carl von Grooth 1743–1757
- Johan Georg Lillienberg 1757–1762
- Johan Funch 1762–1773
- Gustaf Thure Rudbeck 1773–1782
- Olof von Nackreij 1782–1783
  - Fredrik Ulrik von Friesendorff, waarnemend 1783
- Jakob von Engeström 1783–1784
  - Claes Julius Ekeblad, waarnemend 1784
- Claes Erik Silfverhielm 1784
- Carl Claes Mörner 1784–1786
- Elis Schröderheim 1786–1787
- Adolf Fredrik Munck 1788
- Ulrik Gottlieb Ehrenbill 1788–1792
- Erik af Wetterstedt 1790
- Elis Schröderheim 1792–1794
- Erik af Wetterstedt 1794–1812
- Berndt Wilhelm Fock 1812–1830
- Robert Fredrik von Kraemer 1830–1862
- Adolf Ludvig Hamilton 1862–1893
- Ludvig Douglas

Blekinge län · Dalarnas län · Gävleborgs län · Gotlands län · Hallands län · Jämtlands län · Jönköpings län · Kalmar län · Kronobergs län · Norrbottens län · Örebro län · Östergötlands län · Skåne län · Södermanlands län · Stockholms län · Uppsala län · Värmlands län · Västerbottens län · Västernorrlands län · Västmanlands län · Västra Götalands län